# Sofia Shinas
Sofia Shinas (* 17. Januar 1968 in Windsor, Ontario, Kanada) ist eine kanadische Sängerin, Songschreiberin und Schauspielerin.

## Leben
Shinas wurde 1968 in Windsor geboren. 1992 veröffentlichte sie ihr Debütalbum Sofia Shinas unter dem Label von Warner Bros. Records. Daraus wurden die Singles One Last Kiss, State Of Mind (You Make Me Feel Good) und The Message ausgekoppelt und landeten weit oben in den Charts.
Nach einiger Zeit des musikalischen Erfolges verließ sie die Welt der Popsongs und begann ihre Schauspielerkarriere. 1993 spielte sie in dem Film The Crow – Die Krähe die Rolle der getöteten Shelly Webster. Am 31. März 1993 drehte sie ihre Todesszene mit Brandon Lee, der an diesem Tag auch verstarb.
Einige Zeit nach der Veröffentlichung von The Crow – Die Krähe war sie an der Seite von Charlie Sheen und Nastassja Kinski in dem Actionthriller Tödliche Geschwindigkeit zu sehen.
1995 war sie in dem Independent-Film Im Netz der Verführung zu sehen. Neben Filmauftritten hatte sie einige Serienauftritte in Serien wie Outer Limits – Die unbekannte Dimension oder Begierde – The Hunger.
Im Jahr 2000 war sie in dem Film Red Shoe Diaries 12: Girl on a Bike zu sehen. In dem Film Planet of the Pitts aus dem Jahr 2004 hatte sie in der Rolle von Fay Kennedy als NBC Nachrichtensprecher ihren bisher letzten großen Kinofilmauftritt.
Seit einiger Zeit arbeitet sie an einigen Kurzfilmen für die USC School of Cinema-Television mit einigen Jungtalenten.

## Diskografie

### Alben
- 1992: Sofia Shinas

### Singles
- 1992: The Message
- 1992: One Last Kiss
- 1992: State Of Mind (You Make Me Feel Good)

## Filmografie (Auswahl)
- 1994: Foxy Fantasies (Red Shoe Diaries, Fernsehserie, 1 Folge)
- 1994: The Crow – Die Krähe (The Crow)
- 1994: Tödliche Geschwindigkeit (Terminal Velocity)
- 1994: Blue Skies (Fernsehserie, 1 Folge)
- 1995, 1998: Outer Limits – Die unbekannte Dimension (The Outer Limits, Fernsehserie, 2 Folgen)
- 1995: Ripperman – Das Grauen hört nie auf (Ripper Man)
- 1996: Im Netz der Verführung (Hourglass)
- 1997: Dilemma
- 1997: Virus C.I.A. – In feindlicher Absicht (Hostile Intent)
- 1998: Begierde – The Hunger (The Hunger, Fernsehserie, 1 Folge)
- 2000: Red Shoe Diaries 12: Girl on a Bike
- 2004: Planet of the Pitts